# Aschendorf
Aschendorf er en by i vesten af den tyske delstat Nedersaksen, i kommunen Papenburg. Byen havde 9000 indbyggere i 2005. Indtil 1977 var Aschendorf hovedstaden i den tidligere Landkreis Aschendorf-Hümmling.
Ved byens kant ligger godset Gut Altenkamp, som var bygget i det attende århundrede. Godset er ikke langt væk fra stationen.
Mellem 1935 og 1945 plejede kampen Aschendorfermoor at være ved byen.